# Llau de Saüquers
La llau de Saüquers és una llau que discorre íntegrament pel terme de Conca de Dalt, al Pallars Jussà, dins del seu antic terme de Toralla i Serradell, en territori que fou del poble de Serradell.
Neix a prop i a llevant del Coll de Serradell, al vessant de llevant de la carena que separa els termes de Conca de Dalt i de Tremp (antic terme d'Espluga de Serra), des d'on baixa, en un traçat força recte, cap al sud-est. Al cap de 800 metres de recorregut s'aboca en el barranc de la Boscarrera.